# Kelly Garni
Kelly Garni (Los Ángeles, California; 29 de octubre de 1957) es un músico de hard rock, más conocido por cofundar una banda con el guitarrista Randy Rhoads que con el tiempo se convirtió en Quiet Riot.
Su familia se mudó a Burbank (California) a principios de la década de 1970, cuando conoció a Randy Rhoads. Tocó el bajo con la banda por cinco años, y aparece en el álbum Quiet Riot (1977), así como en el segundo álbum, Quiet Riot II, (aunque Rudy Sarzo aparece en la portada en lugar de Kelly) y la posterior compilación The Randy Rhoads Years. Es a veces acreditado incorrectamente como Kelli (o Kellie) Garni.
Actualmente vive en Boulder City (Nevada), donde posee y opera un estudio fotográfico.

## Discografía
- Quiet Riot
- Quiet Riot II
- The Randy Rhoads Years